# سزاری ووکاشویچ
سزاری ووکاشویچ (لهستانی: Cezary Łukaszewicz؛ زادهٔ ۲۵ اوت ۱۹۸۱) بازیگر اهل لهستان است.
از فیلم‌ها یا مجموعه‌های تلویزیونی که وی در آن‌ها نقش داشته‌است، می‌توان به نشانه، خرده‌دهقانان، مفقودشدگان، فوریوزا، آب‌شدگی، خیوکا، یخ‌ژاله، در خوشی و سختی، همبستگی، همبستگی...، پدر متیو، هتل ۵۲، پزشکان، دوران افتخار، والسا: مرد امید، قانون حقیقی، بلفر، دختران جنگ و کروک - زمزمه‌های شبانگاهی اشاره نمود.